# Tyran du Venezuela
Myiarchus venezuelensis
Espèce
Statut de conservation UICN

 LC  : Préoccupation mineure
Le Tyran du Venezuela (Myiarchus venezuelensis) est une espèce de passereau de la famille des Tyrannidae,.

## Distribution
Cet oiseau vit dans les plaines du nord de la Colombie (du côté de la mer des Caraïbes) et du nord du Venezuela, ainsi qu'à Tobago,,.